# Paavo Järvi
Paavo Järvi (Tallinn, 30 de desembre de 1962) és un director d'orquestra estonià nacionalitzat estatunidenc.

## Biografia
Fill del director Neeme Järvi i la seva esposa Liilia. Els seus germans Kristjan Järvi (n. 1972) i Maarika Järvi (n. 1964) també són músics. Va començar els estudis de música (percussió i direcció d'orquestra) a Tallinn, però el 1980 es va traslladar amb la seva família als Estats units, per completar la seva formació al Curtis Institute of Music a Filadèlfia amb Max Rudolf i Otto-Werner Müller i a los Angeles Philharmonic Institut amb Leonard Bernstein.
Va formar part, com a bateria, del grup de rock En Spe, un dels més coneguts a Estònia a principis dels anys vuitanta.
Va començar la seva carrera com a director de l'Orquestra Simfònica de Malmö (1994 a 1997). Després va treballar com a principal director convidat amb Andrew Davis a la Kungliga Filharmoniska Orkestern a Estocolm (1995-1998) i el 1996-1999 a l'Orquestra Simfònica de Birmingham. Des del 2001 fins al 2011 va ser director titular de l'Orquestra Simfònica de Cincinnati, a la que encara continua vinculat com a director honorífic. Des de 2000 a 2013 va ser el director principal de la hr-Sinfonieorchesters (Orquestra Simfònica de la ràdio de Hesse) a Frankfurt am Main. El 2004, va ser nomenat director artístic de la Deutsche Kammerphilharmonie a la ciutat alemanya de Bremen. Des de 2010 és el director de l'Orquestra de París com a successor de Christoph Eschenbach, concloent el seu mandat el 2016, el mateix any en què va ser nomenat Artista de l'Any per les revistes Gramophone i Diapason.
Järvi és el fundador i director artístic tant del Pärnu Music Festival com de l'Orquestra del Festival d'Estònia. Järvi va dirigir per primera vegada l'Orquestra Tonhalle el 2009 i va tornar el desembre de 2016. El maig de 2017, el Tonhalle-Orchester Zürich va anunciar el nomenament de Järvi com a proper director titular, efectiu amb la temporada 2019-2020, amb un contracte inicial de cinc anys.
Fora d'Europa, el juny de 2012, l'Orquestra Simfònica de la NHK va anunciar el nomenament de Järvi com a director principal, a partir de la temporada 2015-2016, amb un contracte inicial de tres anys, que es va ampliar tres anys més fins al 2021. El novembre de 2019, la NHK Symphony va anunciar una extensió del seu contracte fins a l'agost de 2022, moment en què està previst que es presenti com a director principal.
Järvi ha gravat per a segells com RCA, Deutsche Grammophon, PENTATONE, Telarc, ECM, BIS i Virgin Records. L'enregistrament de Virgin Classics de les cantates de Sibelius amb l'Orquestra Simfònica Nacional d'Estònia, el Cor Nacional Masculí d'Estònia i el Cor de Noies Ellerhein va guanyar un premi Grammy a la "Millor interpretació coral".

## Vida personal
Järvi té dues filles, Lea i Ingrid, del seu passat matrimoni amb la violinista Tatiana Berman. Järvi va aparèixer al documental Maestro, dirigit per David Donnelly. Es va convertir en ciutadà nord-americà el 1985.
Els seus honors inclouen
- 2012: Premi Hindemith
- 2012: Commandeur de L'Ordre des Arts et des Lettres
- 2013: Ordre de l'Estrella Blanca, Estònia
- 2015: Medalla Sibelius

## Repertori i discografia
El seu repertori és molt ampli, però mostra una especial predilecció per la música francesa, russa i els països escandinaus, a més de l'obra d'alguns compositors estonians com Arvo Pärt.
Amb l'orquestra de Bremen va dur a terme un enregistrament de les 9 simfonies de Beethoven. Amb l'Orquestra de París ha enregistrat obres com l'Stabat Mater i el Gloria de Poulenc amb Patricia Petibon.